# Lourenço Germack Possollo
Lourenço Germack Possollo (1779 - ?) foi um administrador colonial português que exerceu o cargo de Governador-Geral Província de Angola entre 1844 e 1845, tendo sido antecedido por um concelho de governo que exerceu actividade entre 1843 - 1844 e sucedido por Pedro Alexandrino da Cunha.